# Código de Minería de Chile de 1983

El Código de Minería de Chile es el cuerpo legal de Chile que establece la propiedad del Estado sobre todas las tierras y yacimientos y detalla mecanismos para su concesión y explotación a privados. Fue promulgado el 16 de septiembre de 1983 y publicado el 14 de octubre del mismo año.

## Antecedentes

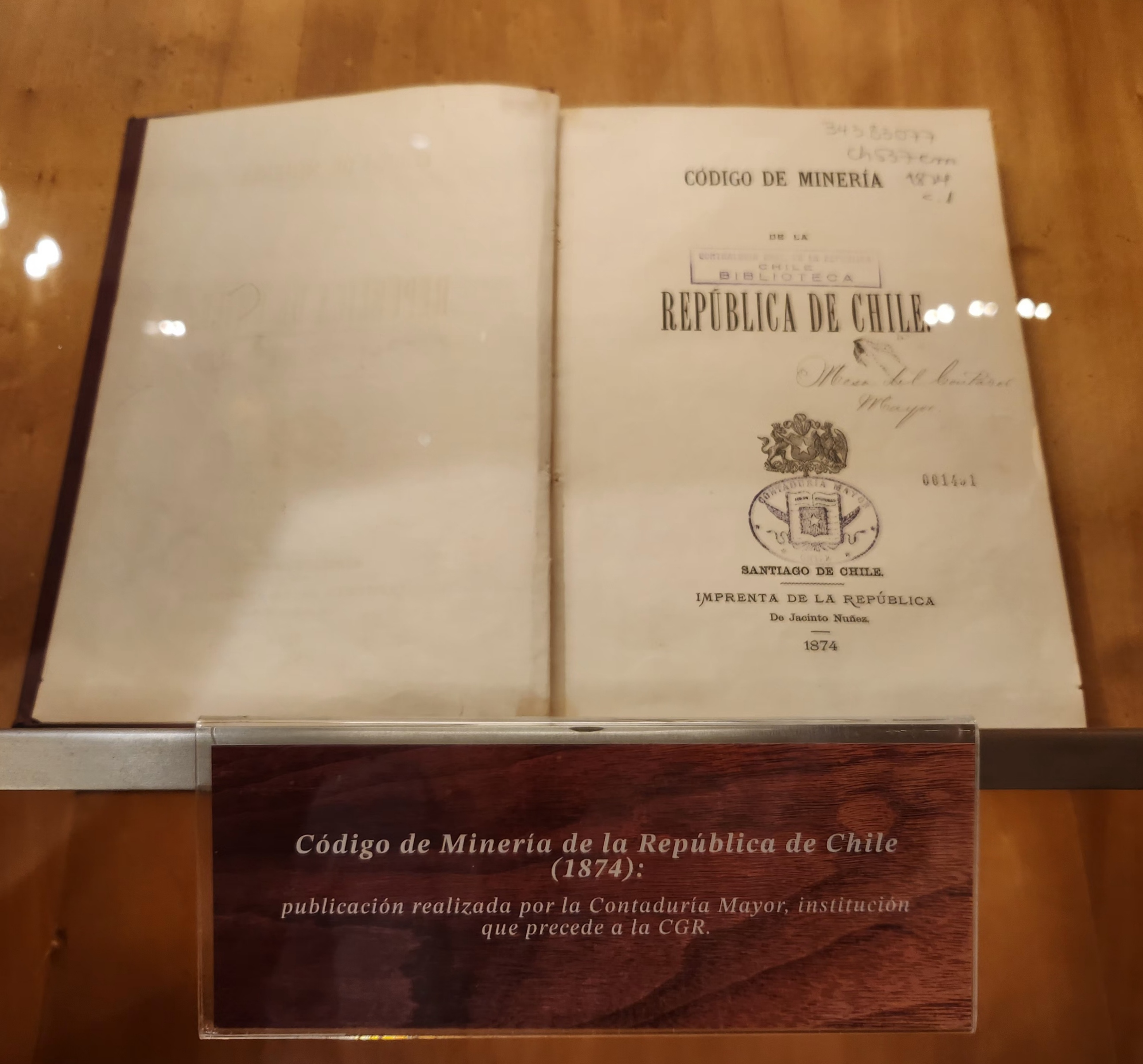
Ejemplar del Codigo de Mineria de 1874 de Chile, en exhibición en el Museo de la Contraloría General de la República

La legislación minera en Chile tiene sus primeros antecedentes en ordenanzas dictadas desde la corona española para México y Perú. A partir de ellas, la Ordenanza de Nueva España se promulgó en 1787 en Chile, entrando en vigencia inmediatamente.
En la República de Chile, esta misma normativa fue declarada ley en 1833 y mantuvo su vigencia como directriz legislativa hasta la promulgación del primer Código de Minería de 1874. Con esta base legal, la minería se organizó institucionalmente a partir de tres instancias: la Real Administración de Minería, entre 1787 y 1801; el Real Tribunal de Minería de Nueva España, entre 1802 y 1818; y finalmente la Administración de Minería, entre 1819 y 1826.
Tras una serie de modificaciones al Código de 1874, se generó el Código de Minería de 1888, influenciado por dirigentes de la Sociedad Nacional de Minería, y luego con el Código de Minería de 1932, que rigió por más de cincuenta años.
En 1971, mediante Decreto Ley N° 17.450, un suceso de alto impacto mundial modificó la legislación, y nacionalizó la Gran Minería del Cobre y generó la dictación de un renovado Código de Minería. Esta disposición legal cambió en 1977, ya que se introdujo, mediante el Decreto Ley N° 1.759, un sistema mixto de propiedad minera, permitiendo la incorporación de capitales extranjeros a las empresas mineras nacionalizadas.

## Estructura
- Título I: Del dominio del estado y de los derechos mineros
- Título II: De la capacidad para adquirir derechos mineros
- Título III: Del objeto y forma de las concesiones mineras
- Título IV: De las demasías
- Título V: Del procedimiento de constitución de las concesiones mineras
- Título VI: De los efectos de la sentencia constitutiva de la concesión
- Título VII: Del conservador de minas
- Título VIII: De los derechos y obligaciones de los concesionarios mineros
- Título IX: De la exploración y de la explotación mineras
- Título X: Del amparo, extinción y caducidad de las concesiones mineras
- Título XI: De los contratos y cuasicontratos
- Título XII: De la reivindicación de los minerales
- Título XIII: De los derechos de los acreedores
- Título XIV: De la competencia en general y el procedimiento
- Título XV: Disposiciones generales
- Disposiciones transitorias
- Título final